# 伯恩斯維爾 (密西西比州)
伯恩斯維爾（英語：Burnsville）是位於美國密西西比州蒂肖明戈縣的城鎮。

## 人口
根據2020年美國人口普查的數據，伯恩斯維爾的面積為12.41平方千米，當中陸地面積為12.36平方千米，而水域面積為0.05平方千米。當地共有人口868人，而人口密度為每平方千米70人。